# Christine Leboutte
Christine Leboutte (* in Brüssel) ist eine belgische Sängerin, Schauspielerin und Regisseurin.

## Leben
Christine Leboutte erhielt klassischen Gesangunterricht bei Paule Daloze in Brüssel. 1991 studierte sie Gesang und Gesangstechnik italienischer Volksmusik bei Giovanna Marini.
Seit 2000 arbeitet sie zusammen mit dem Choreografen Sidi Larbi Cherkaoui, dem künstlerischen Leiter des Königlich Flämischen Balletts. Sie war beteiligt an den Produktionen von Foi, Tempus fugit und Myth and Babel (words), eine Produktion, an der auch Damien Jalet als Choreograf beteiligt war. 
Außerdem war sie an „Torobaka“, einer Ballett- und Theaterproduktion von Akram Khan und Israel Galván, als Sängerin beteiligt.

## Filmografie
- 1982: Eine ganze Nacht
- 2018: Suspiria

## Diskografie
- 1997: Missa Defunctorum/Eveline Andreani (harmonia mundi)
- 1996: Oresteia/Giovanna Marini (KVS/BRTN)
- 2007: Myth. Ensemble Micrologus (Ed. Disc. Micrologus)
- 2003: Foi. Capilla Flamenca (CAPI)